# Bodião-azul-turquesa
O bodião-azul-turquesa (Thalassoma purpureum) é uma espécie de bodião do gênero Thalassoma nativo do Indo-Pacífico e do sudeste do Oceano Atlântico, na costa da África do Sul. É um peixe muito apreciado no aquarismo, embora seja um pouco difícil de ser encontrado.

## Aparência
Um peixe de coloração azul turquesa com tons verde azulados no corpo, com a presença de linhas e manchas roxas chamativas em suas barbatanas e através do corpo. Pode chegar a medir 46 cm.

## Etimologia
O gênero Thalassoma vêm do grego Thalassa, que significa mar e o epíteto purpureum significa roxo ou purpura, fazendo referência as listras e manchas de seu corpo.

## Biologia
É um peixe de meia-água, que habita recifes e lagunas costeiras, tem o costume de mordiscar os corais para a procura de crustáceos, com esse habito, no passado foi classificado no gênero Scarus, gênero tipo da família Scaridae, família dos peixes-papagaio.

## Distribuição
É nativo do Indo-Pacífico, do Mar Vermelho e toda a costa oriental da África para a Austrália e a ilha de Lord Howe para a Polinésia, com registros na Ilha de Páscoa (Rapa Nui) e Clipperton. Possui ocorrências no sudeste do Atlântico, na costa da África do Sul, da Cidade do Cabo para Kwazulu-Natal.